# Ostašovice
Ostašovice (německy Wostaschowitz) je malá vesnice, část obce Lično v okrese Rychnov nad Kněžnou. Nachází se asi 2,5 km na západ od Lična. V roce 2009 zde bylo evidováno 32 adres. V roce 2001 zde trvale žilo 62 obyvatel.
Ostašovice je také název katastrálního území o rozloze 1,45 km2.

## Exulanti
V dobách protireformace (zde v 18. století) z obce prokazatelně uprchl Josef Pancíř (* 1758), syn Janův. Dne 23.1.1781 se v Husinci, české kolonii v pruském Slezsku, oženil. Byl tam český kostel. Jeho manželka Alžběta byla z nedalekých Horních Poděbrad. Manželé se pak přestěhovali a hospodařili v Sacken v pruském Slezsku.

## Galerie

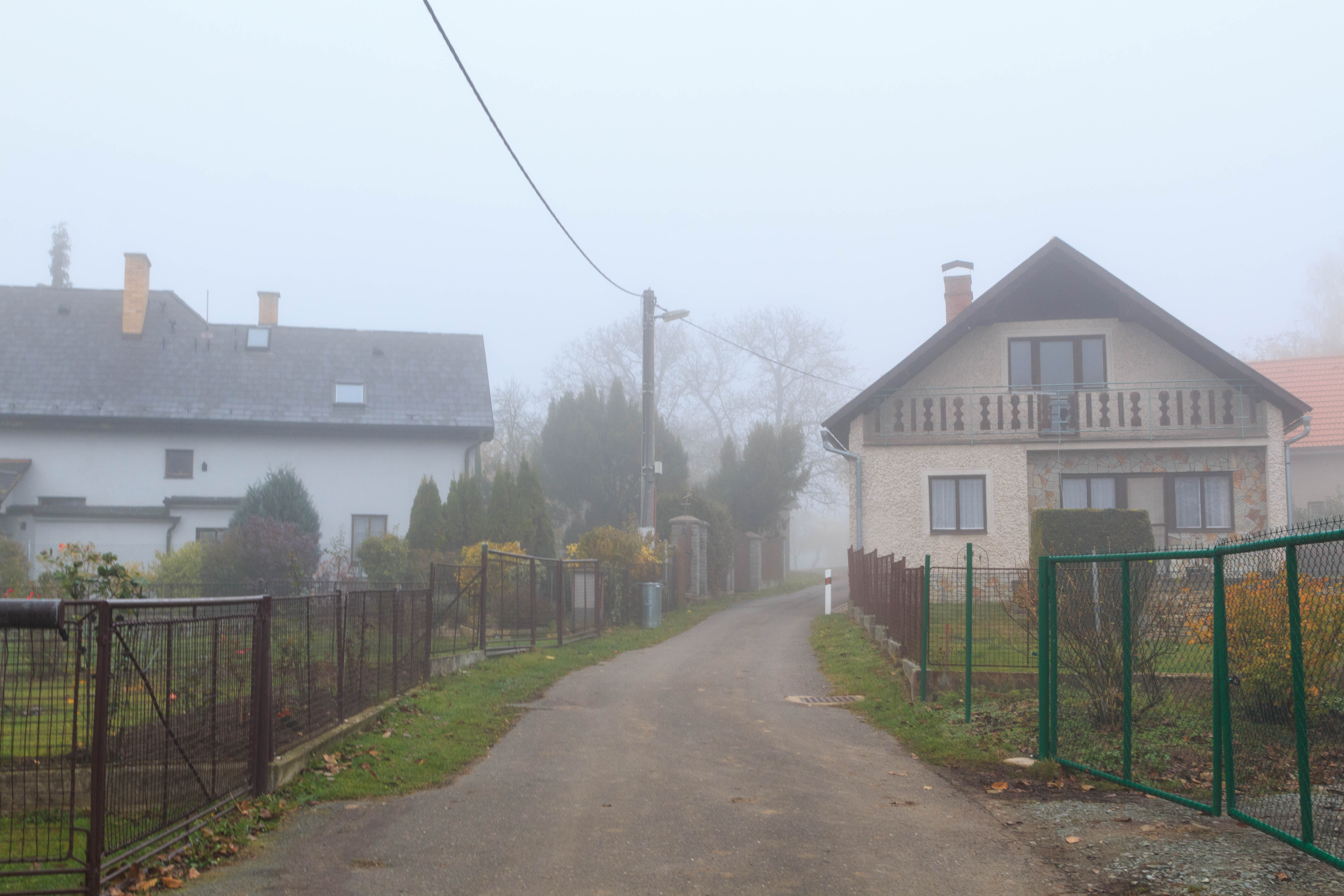
Ostašovice u Lična – čp. 23
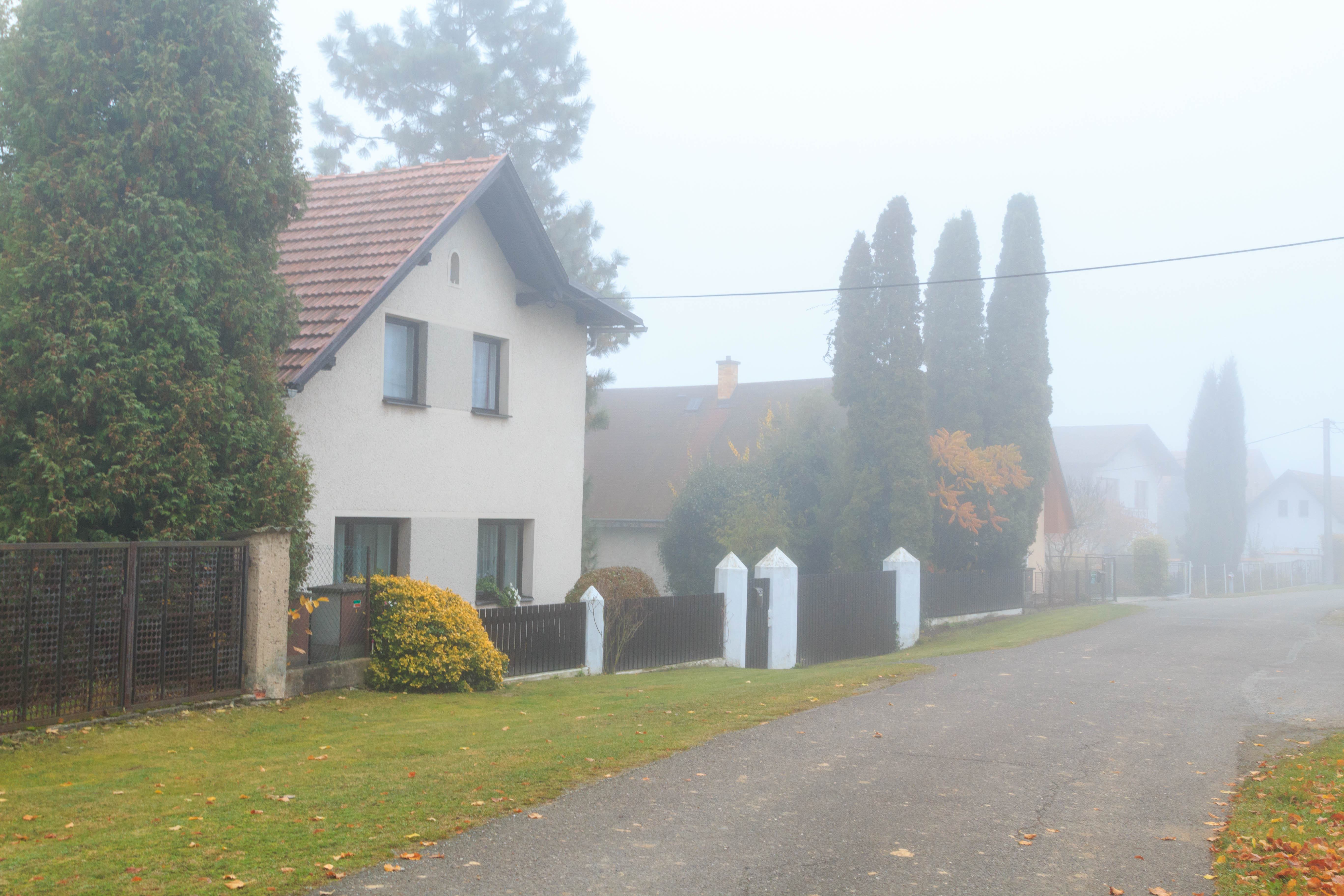
Ostašovice u Lična – čp. 9
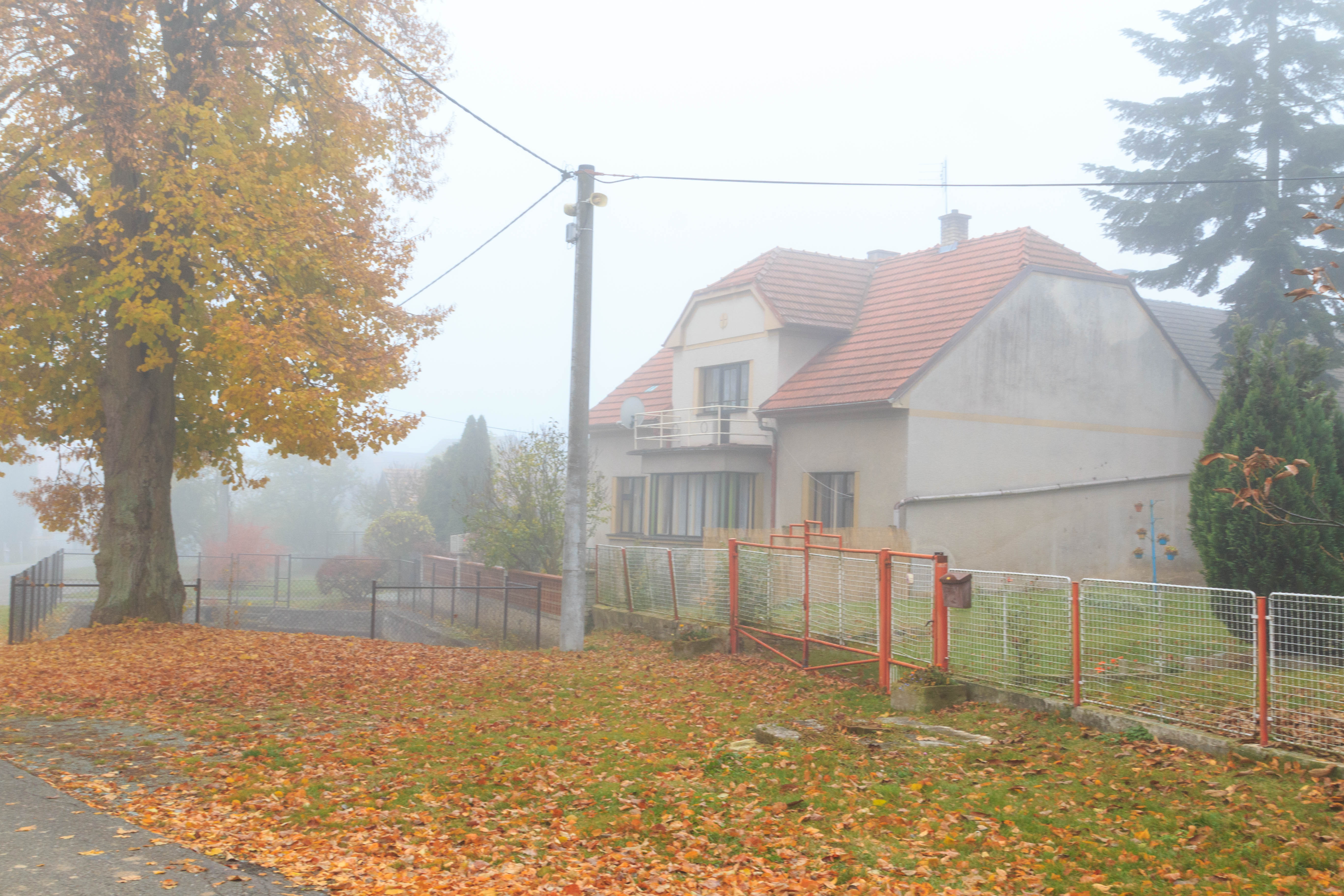
Ostašovice u Lična – čp. 27
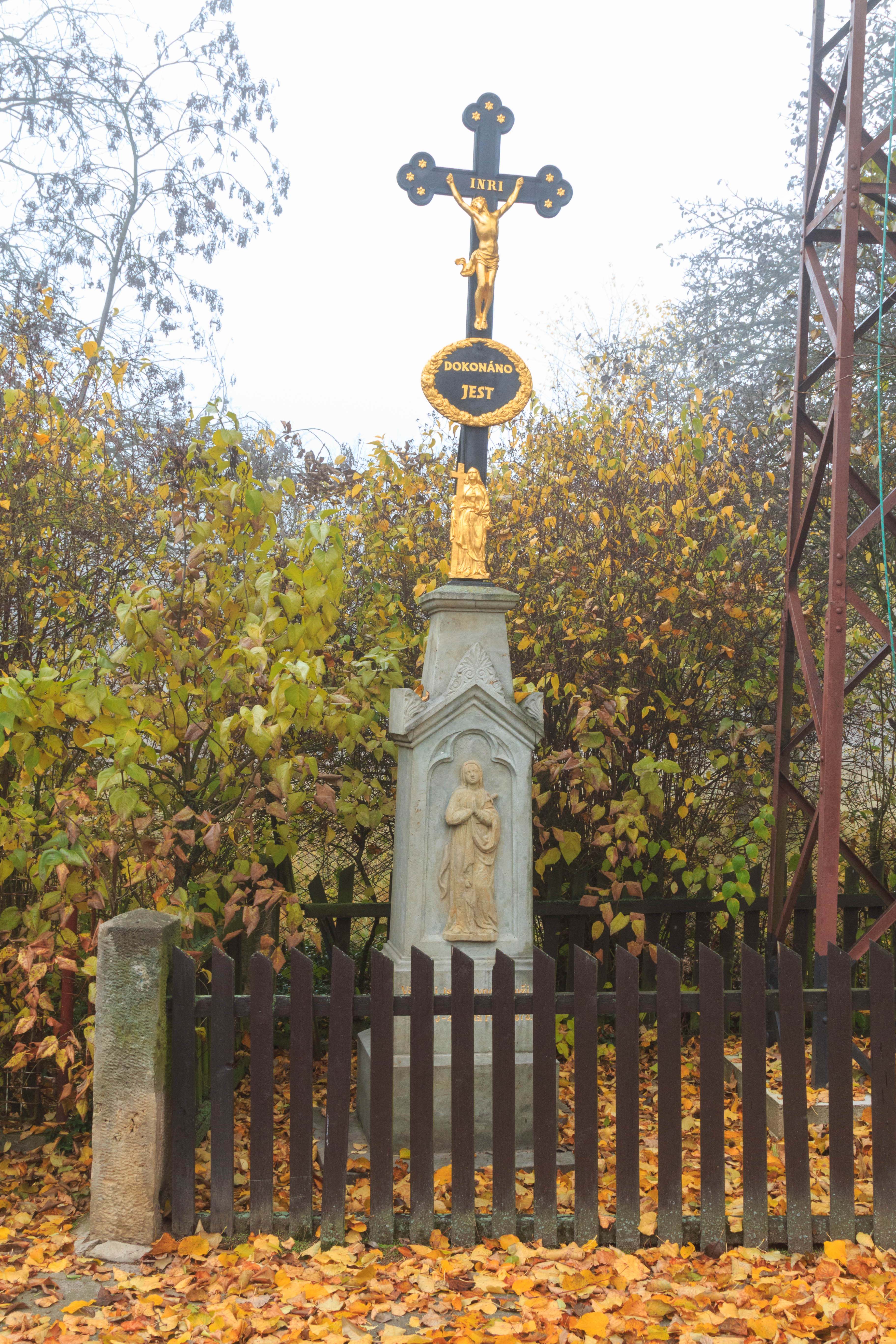
Ostašovice u Lična – kříž